# Othon III de Grandson
Pour les articles homonymes, voir Othon III et Othon de Grandson.
Othon III de Grandson, né entre 1340 et 1350 et mort le 7 août 1397 à Bourg-en-Bresse, seigneur de Sainte-Croix, Cudrefin, Grandcour, Aubonne et Coppet. Il est un seigneur, un trouvère, auteur de lais, ballades, chansons et complaintes, et militaire du Pays de Vaud.

## Un poète de renommée européenne

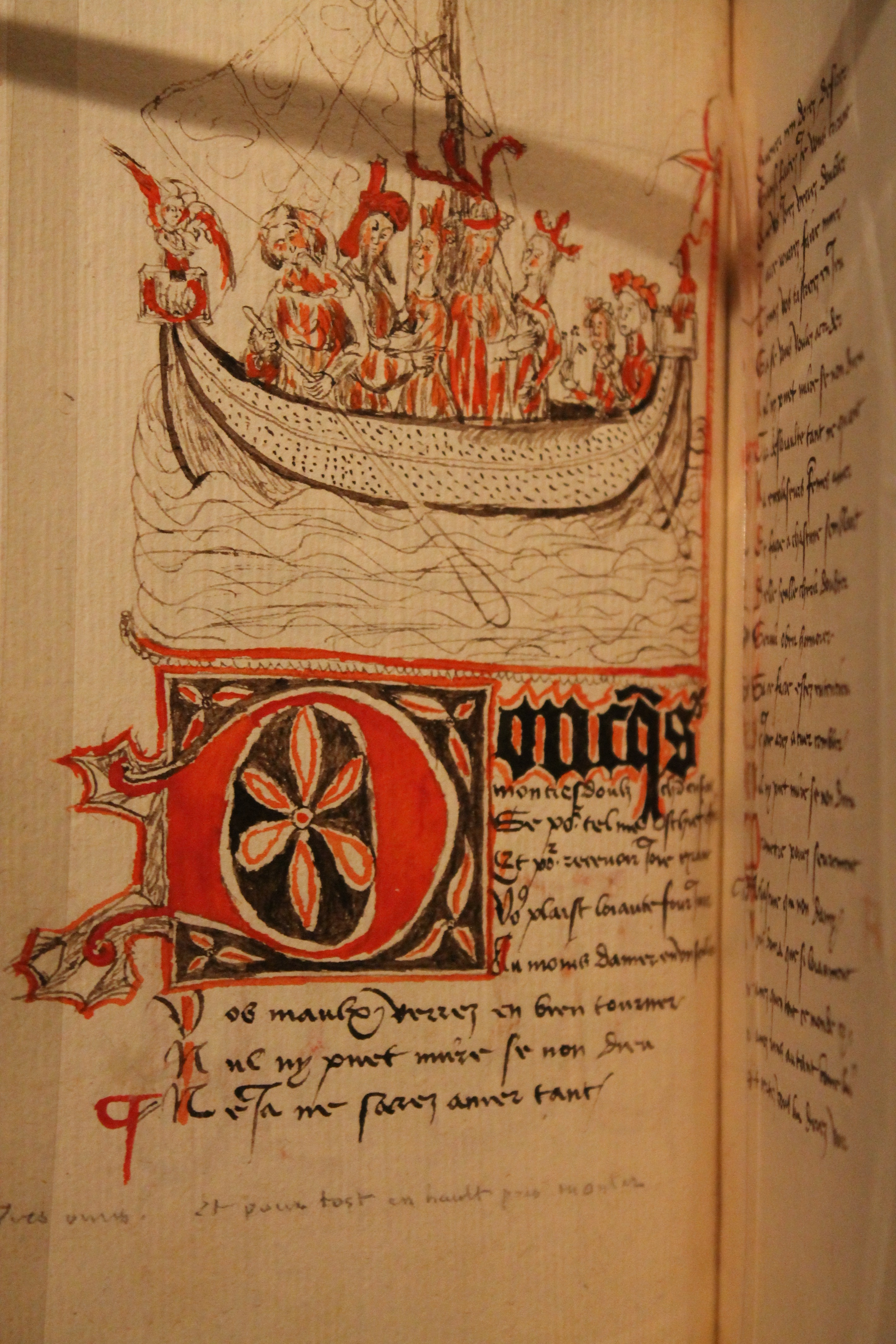
Page extraite de Othon de Granson, « Les réponses des cent balades » (vers 1430), manuscrit sur papier (Bibliothèque cantonale et universitaire de Lausanne, ms 350).

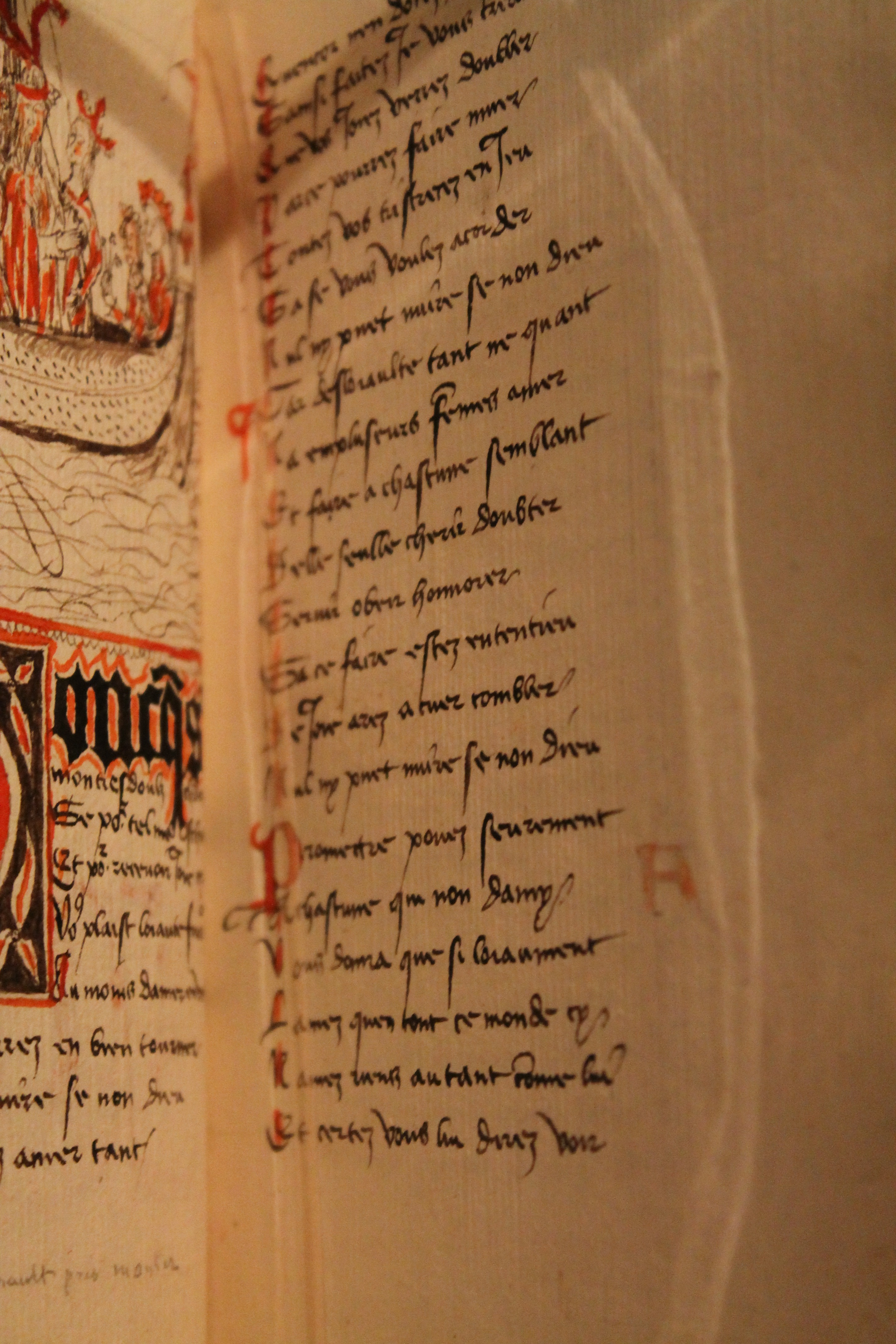
Page extraite de Othon de Granson, « Les réponses des cent balades » (vers 1430), manuscrit sur papier (Lausanne, Bibliothèque cantonale et universitaire, ms 350).

Fils de Guillaume de Grandson, dit « le Grand », et de Jeanne de Vienne, il est donc arrière-petit-neveu d'Othon Ier, le héros des croisades mort en 1328 et inhumé à la cathédrale Notre-Dame de Lausanne. Othon fut un chevalier-poète de haut lignage durant la guerre de Cent Ans. Très renommé pour sa bravoure, il obtint le grade de capitaine à la cour d'Angleterre. Ce fut également un poète de premier plan : ses ballades et complaintes à fibre élégiaque furent remarquées par Chaucer, l’auteur des Contes de Canterbury, qui traduisit trois de ses balades en anglais et écrivit d'Othon de Grandson qu'il était « la fleur de ceux qui font des vers en France », et par la piquante franco-vénitienne Christine de Pisan. 
Après avoir quitté l'Angleterre, Othon prit comme protecteur Amédée VII de Savoie, surnommé le Comte rouge et parvint au faîte de sa gloire. Quelque temps après, cependant, il fut frappé par le malheur. En effet, à la suite d'une chute de cheval, le comte de Savoie mourut d'une infection généralisée due au tétanos, ce qui fit croire à l'époque à un empoisonnement. Un médecin, sous la torture, accusa Othon d'avoir assassiné son protecteur. Le seigneur de Grandson n'eut alors d'autre recours que de s'enfuir en Angleterre pour trouver protection auprès du roi. Il écrivit pendant cet exil ses plus belles pièces qui devaient enchanter par la suite l'Europe médiévale. Il revint néanmoins dans le Pays de Vaud quelque temps plus tard, un peu étourdiment, demander justice aux barons qui avaient accaparé ses biens. Pour tenter de les recouvrer, il accepta un duel en 1397 qui l'opposa à  l'un de ses voisins dont la réputation était assez noire, Gérard d'Estavayer. Son adversaire étant bien plus jeune que lui, Othon ne put se défendre correctement et fut tué en plein duel.
Les comtes de Savoie reprirent ensuite « le fief d'Othon et l'inféodèrent aux seigneurs de Chalon, du comté de Bourgogne. Le comte Louis de Chalon entreprit des transformations considérables, améliora le confort du corps sud du château de Grandson et renforça l'appareil de défense. Les possessions des Chalon en pays de Vaud comprenaient, outre Grandson, les seigneuries de Belmont, Belmont, Orbe, Échallens et Bottens ».

## Combat en champ clos de Gérard de Stavayé et d'Othon de Grandson
Tout commence en 1391 par une partie de chasse qui fut funeste au « comte Rouge » Amédée VII de Savoie, celui-ci, blessé à cette occasion, devait mourir du tétanos peu de temps après, son médecin Jean de Granville et son apothicaire Pierre de Lompnes furent accusés de l'avoir empoisonné. Lompnes fut condamné à être garroté et son corps coupé en trois quartiers fut salé et expédié dans trois villes, une note des comptes de Savoie de 1392 stipule : « Premierement baillia comptant du commandement de messire le prince et messire Loys de Savoie à Arnullar pour le prix d'un meytier de sal duquel on a salé les trois quartiers de Pierre de Lompnes... Deux sous trois deniers baillia comptant à Thomasset le messager lequel a porté un des-dit quartiers à Moudon. À Roberezon messager qui a porte l'autre quartier et a Tharantaise messagier qui a porté la tête du dit traitre à Bourg en Bresse le dit jour. Item baillie comptant à Johan de Bresse pour ses dépenses, il a porte les dépositions faites par maître Johan de Grandville et le dit traitre Pierre de Lompnes le XXIe jour de juillet l'an 1392 ». Granville, mis à la torture, accusa Bonne de Berry et cita comme complices Louis de Cossonay et Othon III de Grandson ce qui incita ce dernier à quitter ses États de Savoie. 
Au XIVe siècle les deux nobles seigneurs qui habitaient les châteaux du lac de Neuchâtel, Othon III de Grandson et Gérard d'Estavayer, se haïssaient au plus haut point. Apprenant qu'Othon sortait absous des accusations portées contre lui Gérard s'adressa à Louis de Joinville alors bailli du pays de Vaud :

« Sire Bailli, je Gérard de Stavayé, me clame en votre main comme lieutenant, pour faire raison de mon très cher et redouté seigneur Monsieur de Savoye, de messire Othon de Grandson, si vous requiers comment le veuillez assigner à un jour, selon raison et coutume du pays, et lui veuillez notifier, que, à celui jour, je lui maintiendrai et dirai, que il, faulsement et maulvaisement, a été consentant de la mort, de mon redouté seigneur Monseigneur de Savoie, dernièrement mort, et aussi de messire Hugues de Grandson son seigneur ; et ce, je lui dis et dirai, et maintiendrai mon corps en contre le sien, à Modon, où raison se doit faire de toutes causes touchant les Bannerets, par devant vous, comme Bailli et commis pour faire raison et justice, me veuillez avoir agiter et terminer ladite clame pardevant vous comme sire souverain desdites parties, et à qui plus appartient de cognoitre dudit cas, par toutes raisons, que à nul autre, considéré la grosseur de la matière qui est crime de lèze majesté. »

Le sire de Joinville transmit la requête à Amédée VIII de Savoie qui assignat les deux parties à comparaître devant lui le 15 novembre 1397. Ce jour dit Othon se défendit en ces termes :

« Je prends Dieu, sainte Anne et sa bénoite lignée, en témoins de la vérité, et dis que tu mens, et as menti autant de fois comme tu l'as dit, et devant mon souverain seigneur qui cy est présent, je me défendrai, à l'ordonnance de lui et de son sage et honorable conseil, et en ferai cy avant que mon honneur il sera très bien et très grandement gardé, et tu en demoureras et seras menteur pardevant vous et votre très noble seigneurie, hors du pays de Vaud, du quel pays, comme j'ai entendu, et m'a été rapporté que l'on vous a écrit, qu'il me tiennent pour leur ennemi, dont fortement me grève, car c'est à leur grand tort, considéré que, ni moi, ni mes devanciers ne leur fimes oncque chose dont eux me dussent tenir pour tel. »

Il ajouta qu'il était en droit de refuser d'être à nouveau jugé et de devoir combattre car il avait déjà été reconnu innocent, cela dit Othon, debout et la main gauche sur la garde de son épée, jeta son gant. La décision du conseil fut portée au 25 janvier 1397. Gérard et Othon jurèrent sur l'évangile et devant les maréchaux de Savoie de se conformer au verdict et, en signe de bonne foi, chacune des deux parties donnèrent caution des gentilshommes de leur maison. Le 25 janvier le conseil sollicita une prolongation avant de se prononcer tant l'affaire prenait d'énormes proportions, en effet les partisans d'Estavayer, portant le dessin d'un râteau sur l'épaule, et ceux de Grandson, des aiguillettes au bout de leurs souliers, n'hésitaient pas à s'invectiver à la moindre occasion. C'est donc le 30 juin 1397 que le conseil rendit sa sentence :

« Nous dit comte,...disant...par notre sentence en cet écrit, déclairons et prononçons par ces présentes...que gage de bataille soit et se fasse entre les-dits appelant et défendant...et ordonner des armes avec lesquelles se doivent combattre, et pour ce, assignons esdites parties le septième jour du mois d'août, à soi comparaître personnellement, à heure due, dedans notre ville de Bourg, pardevant nous en notre cour en la place dedans les lices qui leur seront établies, à tous leurs chevaux couverts, et armes plaines...et chacun desdits appelant et défendant puisse avoir une lance d'une longueur, deux épées et une dague. »

Comme le voulait l'usage les deux parties devaient avoir un délai de quarante jours pour s'équiper, s'entraîner et « mettre en ordre sa conscience ». Le matin du 7 août la foule, contenue par Pierre Bouezan à la tête d'un corps de cavaliers, se pressait au bord de la lice (espace entouré de palissades dans lequel se déroulaient les joutes au Moyen Âge) construite à l'extérieur de la ville de Bourg-en-Bresse. À proximité se dressait une loge tendue de toile verte qui devait accueillir Amédée VIII de Savoie. Les deux adversaires se présentèrent alors chacun à une extrémités de la lice. Au son des trompettes Othon et Gérard s'élancèrent l'un vers l'autre porté par la puissance de leurs chevaux. Le premier choc fut fatal à Othon qui reçut la lance en pleine poitrine.

## L'amour d'Othon de Grandson
Dans ses poèmes, Othon de Grandson qualifie la dame objet de son amour comme la « dame des dames », « la meilleure de France », « la non per de France » (c'est-à-dire la sans pareille en France), et à trois reprises, il nomme cette dame Isabel. Il nous apprend aussi qu'elle avait 16 ans quand il la vit pour la première fois. 
On a cherché qui pouvait être la dame qu'aimait Othon de Grandson avec une telle constance. Il avait beau être un grand seigneur, elle était de trop haute condition pour lui. Arthur Piaget a émis l'hypothèse que cette Isabel pouvait être la reine de France, Isabeau de Bavière, qui est en effet arrivée pour se marier en France lorsqu'elle avait juste 15 ou 16 ans.

## Anecdote sur la Saint-Valentin
La Saint-Valentin, fête des amoureux, était surtout célébrée à l'époque dans le monde anglo-saxon. Ce fut Othon de Grandson, l'un des premiers, qui fit connaître cette coutume dans le monde latin, notamment à la cour de Savoie. Près de trente pour cent de son œuvre y sont consacrés. Citons La Complainte de Saint Valentin (I et II), la Balade de Saint Valentin, La Complaincte amoureuse de Sainct Valentin Gransson, Le Souhait de Saint Valentin et Le Songe Saint Valentin. À titre d'exemple, citons premièrement les deux premiers et le dernier vers de La Complainte de Saint Valentin (I) : « Je voy que chascun amoureux  Se veult ce jour apparier,  […]  Le jour de la Saint Valentin. » ; et deuxièmement, les deux derniers vers de la Balade de Saint Valentin : « Saint Valentin en prins en tesmoingnance  Que nulle autre jamaiz ne choisiray. ».
Charles d’Orléans, qui écrivit lors de sa captivité en Angleterre au siècle suivant des vers sur le sujet, les fera connaître à la cour de France dès 1440.
Cette fête sera ensuite peu à peu oubliée dans le monde latin. Il faudra attendre le XIXe siècle et l'influence anglaise pour qu'elle redevienne à la mode.

## Œuvres
- Poésies choisies ; édition et préface d'Alain Corbellari, Gollion : Infolio, 2017
- Poems ; édited and translated by Peter Nicholson and Joan Grenier-Winther, Kalamazoo : Medieval Institute Publications, 2015
- Oton de Grandson, Poésies, éd. par Joan Grenier-Winther, Paris ; Genève, Champion ; Slatkine, 2010 (coll. Les classiques français du moyen âge). CR: Haldeen Braddy, dans Romanic Review, 37, 1946, p. 193-194.
- A critical edition of the poetry ; Caroline A. Cunningham, Ann Arbor : University Microfilms International, 1994
- Chansons d'amour ; choix et présentation par Christophe Calame, Paris : La Différence, 1991
- La complainte de Vénus telle que l'a faite sire Othon de Grandson, célèbre Savoisien, sous ce titre: les cinq ballades ensuivans, et telle que l'a translatée le grand Jauffroy Chaucer ; enrichie des gloses marginales de Charles-Albert Cingria, Saint-Saphorin-de-Lavaux : Officine de la Marine et de l'Au-delà ; Porrentruy : Portes de France, 1943
- Oton de Grandson : sa vie et ses poésies par Arthur Piaget, Lausanne : Genève : Neuchâtel : Payot, 1941